# 楊瓚 (永樂進士)
楊瓚（?—?），蠡縣人。明朝官吏、進士出身。

## 生平
永樂二十二年（1424年），中進士，出任趙城知縣，后因課績升為鳳陽府知府。正統十年（1445年），考核官吏，楊瓚與王懋、葉錫、趙亮等人為最。其建議禮部考取附學，提高民眾入仕機會。之後升爲浙江右布政使，與鎮守侍郎孫原貞共平陶得二民變。景泰二年，以湖州諸府官田賦重，請均民徭役。之後詔平。死於任上。